# Gustav Teichmüller
Gustav Teichmüller, född den 19 november 1832 i Braunschweig, död den 10 maj 1888 i Dorpat, var en tysk filosof. 
Teichmüller blev professor i Basel 1868 och i Dorpat 1871. Han var Trendelenburgs lärjunge men i sitt tänkande mest påverkad av Leibniz och Lotze. Teichmüller ansågs vara en betydande och originell tänkare. Hans huvudarbete är Die wirkliche und die scheinbare Welt (1882). Utöver flera till filosofins historia hörande arbeten (särskilt om Platon) utgav han även Religionsphilosophie (1886); postumt utgavs (av Jakob Ohse) Neue Grundlegung der Psychologie und Logik (1889). Teichmüller gav upphov till Dorpatpersonalismen och har utövat starkt inflytande på ryska personalister såsom Kozlov, Askoldov, Lopatin och N. Losskij.